# Kenji Nojima
Kenji Nojima (野島 健児 Nojima Kenji?,  Suginami, Tokio, 16 de marzo de 1976) es un actor de voz, cantante y narrador japonés, afiliado a Aoni Production. Algunos de sus papeles más destacados incluyen el de Spark en Record of Lodoss War, Yūto Kiba en High School DxD, Jade en Ultimate Muscle, Nobuchika Ginoza en Psycho-Pass, Eiji Okumura en Banana Fish, Keisaku Satō en Shakugan no Shana, Taihei Dōma en Himouto! Umaru-chan y Tuxedo Mask en Sailor Moon Crystal, entre otros. También le ha dado voz a Fumito Nanahara en la película Blood-C y Masaki en Eve no Jikan.

## Vida personal
Nojima nació el 16 de marzo de 1976 en el barrio de Suginami, Tokio, como el segundo hijo del seiyū Akio Nojima. Tiene un hermano mayor, Hirofumi, quien también es seiyū, así como también uno menor, Satoshi, quien es escritor. En 2004, Nojima contrajo matrimonio con la también seiyū Chie Sawaguchi; la pareja tiene dos hijos.

## Filmografía

### Anime
1996
- Remy, la niña sin hogar como Marinero C, aldeano, hombre, niño
- GeGeGe no Kitarō

1997
- Chibi Maruko-chan como Hideaki Hiraoka, Shingo
- Chūka Ichiban! como Cantante

1998
- Initial D
- Vampire Princess Miyu como Genzō
- Kindaichi Shounen no Jikembo como Junpei Ariyoshi
- Serial Experiments Lain como Niño B
- Saber Marionette
- Outlaw Star como Personal
- Sentimental Journey como Niño
- Trigun como Richie
- Hanasaka Tenshi Tenten-kun como Torakichi Kikuzaki
- Mahō no Stage Fancy Lala como Moderador
- Rōdosu-tō Senki: Eiyū Kishiden como Spark
- Lost Universe como Marinero A, miembro A, subordinado

1999
- Jibaku-kun como Kazu
- Shin Hakkenden como Aniji
- Blue Gender como Yūji Kaidō
- Orphen como Coke
- One Piece como Pell

2000
- Ginsō Kikō Ōdian como Suzumu Kira
- Gear Fighter Dendoh como Absolute, Captain G
- Gate Keepers como Comando
- The Candidate for Goddess como Arts Wilny Cocteau

2001
- Offside como Wataru Arimoto
- Gakuen Senki Muryō como Hajime Murata
- Kindaichi Shounen no Jikembo como Junpei Ariyoshi
- Galaxy Angel como Android Darling
- Crush Gear Turbo como Yuya Marino
- Sister Princess como Wataru Minakami
- Chitchana Yukitsukai Sugar como Turmeric
- Pachislo Kizoku Gin como Shun'ichi Oumi
- Pocket Monsters Crystal Raiko Kaminari no Densetsu como Kenta

2002
- Atashi'n chi como Katsuhiro
- Weiß Kreuz como Sei Tōdō
- Ultimate Muscle como Jade
- Genma Taisen Shinwa Zen'ya no Shō como Roof
- Juni Kokuki como Yūki
- Spiral: Suiri no kizuna como Kanone Hilbert
- Tenchi Muyo! GXP como Kenneth Barl
- Dragon Drive como Mahiru
- Heat Guy J como Ray Duria
- Pokémon como Yasuji
- Rave como Solaside Sharpener

2003
- Air Master como Kawahara
- Gilgamesh como Duo
- Crash Gear Nitro como Jade
- Shin-chan como Roof
- Zentrix como Dark Alpha
- Shutsugeki! Mashin Robo Resukyū como Submarine Robo
- Di Gi Charat Nyo como Yasushi Omocha
- Bobobo como Joven líder
- Massugu ni Ikou. como Junichi Akiyoshi

2012
- Psycho-Pass como Nobuchika Ginoza

2014
- Sailor Moon Crystal como Mamoru Chiba / Tuxedo Mask

2015
- Sailor Moon Crystal como Mamoru Chiba / Tuxedo Mask
- Psycho-Pass: la película como Nobuchika Ginoza

2016
- Sailor Moon Crystal como Mamoru Chiba / Tuxedo Mask

2018
- Banana Fish como Eiji Okumura

- Kanon (2006) como Kuze

2019
- Ensemble Stars! como Natsume Sakasaki

2020
- Haikyū!! To The Top como Shinsuke Kita

2023
- Kimetsu no Yaiba: Katanakaji no Sato-hen como el Padre de Mitsuri

### Películas
2021
- Pretty Guardian Sailor Moon Eternal  como Mamoru Chiba / Tuxedo Mask

2023
- Pretty Guardian Sailor Moon Cosmos: The Movie como Mamoru Chiba / Tuxedo Mask

## Doblaje japonés
- The Princess Diaries (2001) - voz de Michael Moscovitz

### Juegos
2014
- Ensemble Stars!! como Natsume Sakasaki

2018
- Dragon Ball Legends como Shallot y Giboulette

2020
- Genshin impact como Albedo

2020
- Ikemen Prince como Clavis Lelouch

2021
- Live a Hero como Monomasa